# Liste des sites classés et inscrits du Calvados

Le département du Calvados en rouge sur la carte

La liste des sites classés du Calvados présente les sites naturels classés du département du Calvados.

## Liste
Les critères sur lesquels les sites ont été sélectionnés sont désignés par des lettres, comme suit :
- TC : Tout critère
- A : Artistique
- P : Pittoresque
- S : Scientifique
- H : Historique
- L : Légendaire

| Commune                                                              | Site classé | Description | Date du classement          | Critère de classement | Géolocalisation             | Superficie(ha) | Autres labels    | Illustration |
| -------------------------------------------------------------------- | --- | --- | --------------------------- | --------------------- | --------------------------- | -------------- | ---------------- | ------------ |
| Acqueville                                                           | Les arbres bordant le chemin de grande communication n° 157 entre Acqueville et la grand route de Falaise à Port-en-Bessin ainsi que les parcelles 105 et 122 section C. L'avenue dite du Château. L'avenue et le quinconce de La Roquette | | arrêté du 14 décembre 1943  | TC                    | 48° 57′ 45″ N, 0° 22′ 01″ O | 11             |                  |              |
| Airan                                                                | L'ensemble constitué par la Tour de Valmeray et ses abords | | arrêté du 7 février 1935    | TC                    | 49° 05′ 46″ N, 0° 09′ 47″ O | 2              |                  |              |
| Amayé-sur-Orne                                                       | Le site de la butte dominant l'Orne | | arrêté du 9 janvier 1933    | TC                    |                             |                |                  |              |
| Amayé-sur-Orne                                                       | Les ifs du cimetière d'Amayé-sur-Orne | | arrêté du 9 janvier 1933    | TC                    | x                           | -              |                  |              |
| Arromanches-les-Bains, Asnelles, Saint-Côme-de-Fresné, Tracy-sur-Mer | L'ensemble formé par le port artificiel Winston-Churchill et les falaises qui le dominent | | décret du 27 octobre 2003   | H                     | 49° 20′ 52″ N, 0° 38′ 23″ O |                |                  |              |
| Auberville, Gonneville-sur-Mer, Houlgate, Villers-sur-Mer            | Les falaises des Vaches Noires et le DPM au droit des parties terrestres classées | | décret du 20 février 1995   | P et S                |                             |                |                  |              |
| Authie, Caen, Saint-Germain-la-Blanche-Herbe                         | L'ensemble formé par l'abbaye d'Ardenne et les terrains avoisinants | | décret du 16 juillet 2003   | H et P                |                             |                |                  |              |
| Balleroy                                                             | L'ensemble formé par le parc et les avenues du château | | arrêté du 4 mars 1943       | TC                    |                             |                |                  |              |
| Basly, Bény-sur-Mer, Fontaine-Henry                                  | Le parc du château de Fontaine-Henry | | arrêté du 24 août 1959      | P                     |                             |                |                  |              |
| Bavent                                                               | Le parc du château de Béneauville | | arrêté du 22 janvier 1943   | TC                    | 49° 14′ 24″ N, 0° 11′ 39″ O | 20             |                  |              |
| Bavent                                                               | Le parc du château de Venoix | | arrêté du 26 janvier 1945   | TC                    |                             |                |                  |              |
| Bayeux                                                               | La Place du château | | arrêté du 13 décembre 1932  | TC                    |                             |                |                  |              |
| Bayeux                                                               | L'Arbre de la Liberté situé dans la Cour des Tribunaux | | arrêté du 13 décembre 1932  | TC                    |                             |                |                  |              |
| Bayeux                                                               | Le hêtre pleureur situé dans le jardin botanique | | arrêté du 13 décembre 1932  | TC                    | 49° 17′ 08″ N, 0° 43′ 03″ O | -              |                  |              |
| Bayeux                                                               | Le terrain situé à l'emplacement de l'ancienne gare des tramways du bd. Sadi-Carnot à l'est de ce boulevard | compris entre les propriétés riveraines et une ligne tracée à 12 m. de distance de la limite des propriétés sises du côté ouest de ce bd. | arrêté du 14 avril 1942     | TC                    |                             |                |                  |              |
| Beaufour-Druval                                                      | La rangée de sapins bordant, le long de la route, le cimetière de Druval | | arrêté du 16 janvier 1935   | TC                    |                             |                |                  |              |
| Calvados, Ranville                                                   | L'ensemble dénommé "Pegasus Bridge" | | décret du 3 août 2010       | H                     | 49° 14′ 32″ N, 0° 16′ 28″ O |                |                  |              |
| Bernières-sur-Mer                                                    | L'ensemble formé par le château de Quintefeuille et son parc | | arrêté du 31 décembre 1963  | P                     |                             |                |                  |              |
| Bieville-Beuville                                                    | Le parc du manoir Balleroy | | arrêté du 14 décembre 1943  | TC                    |                             |                |                  |              |
| Bieville-Beuville                                                    | L'ensemble formé par le château de Biéville et ses abords | | arrêté du 28 juin 1967      | P                     |                             |                |                  |              |
| Bretteville-sur-Laize                                                | Le parc du château de Mlle de la Gournerie, y compris les arbres qui y sont plantés, la rivière la Laize qui y serpente et ses îles | | arrêté du 28 juillet 1942   | TC                    |                             |                |                  |              |
| Bretteville-sur-Laize                                                | Les terres et bois qui avoisinent le vieux manoir de Quilly et l'église, ainsi que le bois appelé Les Riffets, situés au hameau de Quilly                                                                                                  | | arrêté du 15 janvier 1942   | TC                    |                             |                |                  |              |
| Caen                                                                 | La place du Parvis Notre-Dame, comprenant le sol de la place dans le périmètre déterminé par les arbres (inclus) et les bornes avec leurs chaînes                                                                                          | | arrêté du 30 mars 1939      | TC                    |                             |                |                  |              |
| Caen                                                                 | L'ancien cimetière des Quatre-Nations, situé rue Desmoueux | | arrêté du 30 mars 1939      | TC                    |                             |                |                  |              |
| Caen                                                                 | L'ancien cimetière Saint-Jean sis rue Canchy | | arrêté du 30 mars 1939      | TC                    |                             |                |                  |              |
| Caen                                                                 | L'ancien cimetière Saint-Nicolas situé rue Saint-Nicolas autour de l'église Saint-Nicolas | | arrêté du 30 mars 1939      | TC                    |                             |                |                  |              |
| Caen                                                                 | L'ancien cimetière Saint-Pierre sis rue de Lebisey | | arrêté du 30 mars 1939      | TC                    |                             |                |                  |              |
| Caen                                                                 | Le cèdre du Liban situé dans la propriété de M. Le Vigoureux | 26 rue des Chanoines | arrêté du 22 avril 1941     | TC                    |                             |                |                  |              |
| Caen                                                                 | Le jardin des plantes de Caen comprenant le sol et les essences du Jardin ainsi que les façades, élévations et toitures des immeubles y bâtis                                                                                              | | arrêté du 22 octobre 1942   | TC                    |                             |                |                  |              |
| Caen                                                                 | Le labyrinthe et les Allées du Parc de l'Hospice Saint-Louis | | arrêté du 8 septembre 1932  | TC                    |                             |                |                  |              |
| Caen                                                                 | Le parc et les jardins de la Préfecture | | arrêté du 29 juillet 1937   | TC                    |                             |                |                  |              |
| Caen                                                                 | L'ensemble formé à Caen par le sol et les plantations des Promenades Saint-Julien, dont la commune est propriétaire | | arrêté du 22 octobre 1942   | TC                    |                             |                |                  |              |
| Caen                                                                 | L'ensemble formé par le terre-plein du château de Caen et ses douves | | arrêté du 21 janvier 1953   | P                     |                             |                |                  |              |
| Caen, Louvigny                                                       | La plantation de peupliers sise en bordure du Chemin départemental 212 sur les territoires des communes de Caen et de Louvigny, respectivement propriétaires                                                                               | | décret du 7 mars 1944       | TC                    |                             |                |                  |              |
| Castillon                                                            | Les 2 ifs du cimetière | | arrêté du 25 mars 1936      | TC                    |                             |                |                  |              |
| Clécy                                                                | Les roches de la Cambronnerie situées au lieu-dit La Bruyère du rocher | | arrêté du 8 février 1932    | TC                    |                             |                |                  |              |
| Colleville-sur-Mer, Saint-Laurent-sur-Mer, Vierville-sur-Mer         | L'ensemble dénommé "Omaha Beach" | | décret du 23 août 2006      | H                     | 49° 22′ 08″ N, 0° 52′ 07″ O |                | ZNIEFF 250020072 |              |
| Crèvecœur-en-Auge                                                    | Le site du château de Crèvecœur | | arrêté du 22 juin 1943      | TC                    | 49° 07′ 23″ N, 0° 00′ 43″ E | 1              |                  |              |
| Cricquebœuf                                                          | L'ensemble formé par l'église, le manoir et leurs abords | | arrêté du 2 mars 1966       | P                     |                             |                |                  |              |
| Cricqueville-en-Bessin                                               | L'ensemble constitué par la pointe du Hoc | | arrêté du 28 février 1955   | H                     | 49° 23′ 51″ N, 0° 59′ 22″ O |                |                  |              |
| Donnay                                                               | L'avenue de hêtres et la hétraie | | arrêté du 16 juin 1943      | TC                    |                             |                |                  |              |
| Equemauville                                                         | Côte de Grâce et chemin du Mont-Joli, section AC, parcelles n° 18 à 23, 55 | | arrêté du 18 novembre 1918  |                       |                             |                |                  |              |
| Equemauville                                                         | Le domaine du Bois Normand | | arrêté du 2 mars 1945       | TC                    |                             |                |                  |              |
| Falaise                                                              | La promenade des Bercagnes | | arrêté du 22 mai 1943       | TC                    |                             | 3              |                  |              |
| Falaise                                                              | Le Mont Myrrha | | arrêté du 16 novembre 1918  | P                     |                             | 8              | ZNIEFF 250008484 |              |
| Fierville-les-Parcs                                                  | Le Bois des Parcs Fontaines | | arrêté du 10 décembre 1945  | TC                    |                             |                |                  |              |
| Fierville-les-Parcs                                                  | L'if du cimetière | | arrêté du 10 novembre 1936  | TC                    |                             |                |                  |              |
| Garcelles-Secqueville, Saint-Aignan-de-Cramesnil                     | Le parc du château de Garcelles et les avenues y accédant sur les communes de Garcelles-Secqueville et de Saint-Aignan de Cramesnil | | arrêté du 9 septembre 1942  | TC                    |                             |                |                  |              |
| Glos                                                                 | Le parc du manoir de Bray à Glos-sur-Lisieux | | arrêté du 14 décembre 1943  | TC                    |                             |                |                  |              |
| Hermanville-sur-Mer                                                  | Les deux tilleuls situés à l'entrée du cimetière et de L'église | | arrêté du 22 août 1932      | TC                    |                             |                |                  |              |
| Heurtevent                                                           | L'if situé dans le cimetière et appartenant à la commune | | arrêté du 23 octobre 1935   | TC                    |                             |                |                  |              |
| Honfleur                                                             | La Côte de Grâce et le Mont Joli et appartenant à la commune | | arrêté du 16 novembre 1918  | TC                    |                             |                |                  |              |
| Honfleur                                                             | Le Clos Joli, le Manoir du Parc et le domaine de la Michelière sur le territoire de la commune de Vasouy (Honfleur - Vasouy) | | arrêté du 2 mars 1945       | TC                    |                             |                |                  |              |
| Honfleur                                                             | Le site dit du Clos Fleury à Vasouy (Honfleur - Vasouy) | | arrêté du 2 mars 1945       | TC                    |                             |                |                  |              |
| Houlgate                                                             | La propriété dite Moulin Landry | | arrêté du 22 juillet 1942   | TC                    |                             |                |                  |              |
| Hubert-Folie                                                         | L'allée de tilleuls du château d'Hubert-Folie | | arrêté du 14 septembre 1943 | TC                    |                             |                |                  |              |
| Juaye-Mondaye                                                        | L'ensemble formé par les ruines de l'église Sainte-Bazile et les ifs du cimetière qui l'entoure | | arrêté du 27 novembre 1935  | TC                    |                             |                |                  |              |
| Le Pin                                                               | Les hétraies du château du Pin | | arrêté du 22 novembre 1943  | TC                    |                             |                |                  |              |
| Le Pré-d'Auge                                                        | L'ensemble constitué par le château, le parc, le chêne et la fontaine de Saint-Méen | | arrêté du 7 juin 1943       | TC                    |                             |                |                  |              |
| Le Vey                                                               | La section ZA complétant le site classé du rocher de la Houlle | | arrêté du 18 août 1978      | P                     |                             |                |                  |              |
| Leaupartie                                                           | Le manoir (...) y compris les sapins longeant le G.C. n° 117 ainsi que la rivière Montreuil en bordure ouest de la propriété avec les arbres plantés sur ses rives                                                                         | | arrêté du 17 juin 1943      | TC                    |                             |                |                  |              |
| Les Isles-Bardel                                                     | l'ensemble formé par les vallées de l'Orne et de la Rouvre | | décret du 28 septembre 2011 | P                     |                             |                |                  |              |
| Lisieux                                                              | Le jardin public | | arrêté du 1er décembre 1943 | TC                    |                             |                |                  |              |
| Longues-sur-Mer                                                      | Le chaos et les falaises de Marigny | | arrêté du 16 novembre 1918  | TC                    |                             |                |                  |              |
| Louvigny                                                             | Le parc du château | | arrêté du 26 janvier 1945   | TC                    |                             |                |                  |              |
| Louvigny                                                             | Le terre-plein dit Le Planitre situé en bordure de l'Orne | | arrêté du 20 août 1932      | TC                    |                             |                |                  |              |
| Luc-sur-Mer                                                          | Les falaises de la commune et le domaine public maritime correspondant | | décret du 4 août 1976       | S                     |                             |                |                  |              |
| Marolles                                                             | Le parc du château | | arrêté du 11 octobre 1943   | TC                    |                             |                |                  |              |
| Merville-Franceville-Plage                                           | La parcelle de terrain dite La Baie | | arrêté du 17 janvier 1942   | TC                    |                             |                |                  |              |
| Meuvaines, Ver-sur-Mer                                               | L'ensemble formé par les coteaux et les marais de Ver-Meuvaines | | décret du 26 novembre 1993  | S et P                |                             |                |                  |              |
| Noron-l'Abbaye                                                       | Les quatre marronniers plantés à l'entrée de la propriété de M. Courtois du Liscoët | | arrêté du 8 avril 1935      | TC                    |                             |                |                  |              |
| Périers-sur-le-Dan                                                   | Les allées d'arbres qui conduisent au château de Périers-sur-le-Dan | | arrêté du 6 mars 1942       | TC                    |                             |                |                  |              |
| Pontécoulant                                                         | Le domaine départemental de Pontécoulant | | arrêté du 25 mars 1919      | TC                    |                             |                |                  |              |
| Potigny, Soumont-Saint-Quentin                                       | L'ensemble formé par le Mont Joly et la Brêche au Diable | | décret du 11 octobre 1974   | P                     |                             |                |                  |              |
| Potigny, Soumont-Saint-Quentin                                       | Les parcelles cadastrales 452 et 453 section P de la commune de Soumont-Saint-Quentin, et 600 et 601 de la commune de Potigny faisant partie du site de la Brêche-au-Diable                                                                | | arrêté du 17 août 1933      | TC                    |                             |                |                  |              |
| Poussy-la-Campagne                                                   | L'if situé dans le cimetière | | arrêté du 30 octobre 1935   | TC                    |                             |                |                  |              |
| Russy                                                                | L'if du cimetière | | arrêté du 29 décembre 1936  | TC                    |                             |                |                  |              |
| Saint-André-sur-Orne                                                 | Le parc et les dépendances de l'ancienne abbaye de Fontenay | | arrêté du 20 juillet 1943   | TC                    |                             |                |                  |              |
| Sainte-Honorine-des-Pertes                                           | Le Val des Hachettes | | arrêté du 18 février 1936   | TC                    |                             |                |                  |              |
| Saint-Germain-de-Tallevende                                          | Le Clos Fortin | | arrêté du 16 avril 1943     | TC                    |                             |                |                  |              |
| Saint-Martin-de-Bienfaite                                            | Le château et le parc de Bienfaite | | arrêté du 14 août 1943      | TC                    |                             |                |                  |              |
| Saint-Ouen-le-Pin                                                    | Le domaine du Val Richer comprenant les parcelles 1 à 15 section B, les plans d'eau des bassins et du ruisseau du Val Richer au droit des parcelles énumérées                                                                              | | arrêté du 28 octobre 1943   | TC                    |                             |                |                  |              |
| Saint-Pierre-sur-Dives                                               | L'ensemble formé par les perspectives du château du Carel | | arrêté du 6 juin 1967       | P                     |                             |                |                  |              |
| Saint-Rémy                                                           | Le " Pain de Sucre" ou Mont Aigu | | arrêté du 22 février 1935   | TC                    |                             |                |                  |              |
| Saint-Rémy-sur-Orne, Saint-Omer, Le Vey                              | Les rochers de la Houlle et les rochers des Parcs | | décret di 27 décembre 1977  | P                     |                             |                |                  |              |
| Thaon                                                                | Le cimetière désaffecté de Thaon, avec son if | | arrêté du 27 juillet 1938   | TC                    |                             |                |                  |              |
| Thaon                                                                | L'ensemble formé par le château et le parc (pelouses, avenues, miroir d'eau et masses boisées qui les entourent) | | arrêté du 21 octobre 1943   | TC                    |                             |                |                  |              |
| Thaon, Basly                                                         | Le vallon dans lequel s'élève l'ancienne église | | arrêté du 3 novembre 1938   | TC                    |                             |                |                  |              |
| Trouville-sur-Mer                                                    | L'ensemble formé par le château d'Aguesseau et ses abords | | arrêté du 28 février 1964   | P                     |                             |                |                  |              |
| Vacognes-Neuilly                                                     | La propriété dite Le Moustier (...) et délimitée par les routes de Tournay à Evrecy, d'Aunay au Locheur et le chemin de la Ruette | | arrêté du 16 juin 1943      | TC                    |                             |                |                  |              |
| Vasouy                                                               | Le site dit "du Clos Fleury", sur les parcelles 33, 37, 38, 39 | | arrêté du 2 mars 1945       | TC                    |                             |                |                  |              |
| Vasouy                                                               | Les propriétés dites " le Clos joli" parcelles 17 et 91, "le Manoir du Parc" parcelles 102, 103 et 119, "le Domaine de la Michelière" parcelles 13, 14, 95, 96 125, 126, 130 à 136                                                         | | arrêté du 2 mars 1945       | TC                    |                             |                |                  |              |
| Victot-Pontfol                                                       | Les abords du château de Victot (classé MH) comprenant le sol, les arbres et plantations, les douve et pièces d'eau, ainsi que les immeubles bâtis (façades, élévations et toitures)                                                       | | arrêté du 19 mars 1943      | TC                    |                             |                |                  |              |
| Vire                                                                 | L'esplanade du château, le parc Lenormand, le rocher des Rames | | arrêté du 16 novembre 1918  | TC                    |                             |                |                  |              |